# 扬子单极虫
扬子单极虫（学名：Thelohanellus yangtzensis）为单极科单极虫属的动物。在中国，分布于湖北等，营寄生生活，寄生在吻虾虎的鳃、肾、体表、肠、胆囊。